# 828 هـ
828 هـ هي سنة في التقويم الهجري امتدت مقابلةً في التقويم الميلادي بين سنتي 1424 و1425.

## مواليد
- حسن قوصون

## وفيات
- ابن عنبة